# 钠硫电池

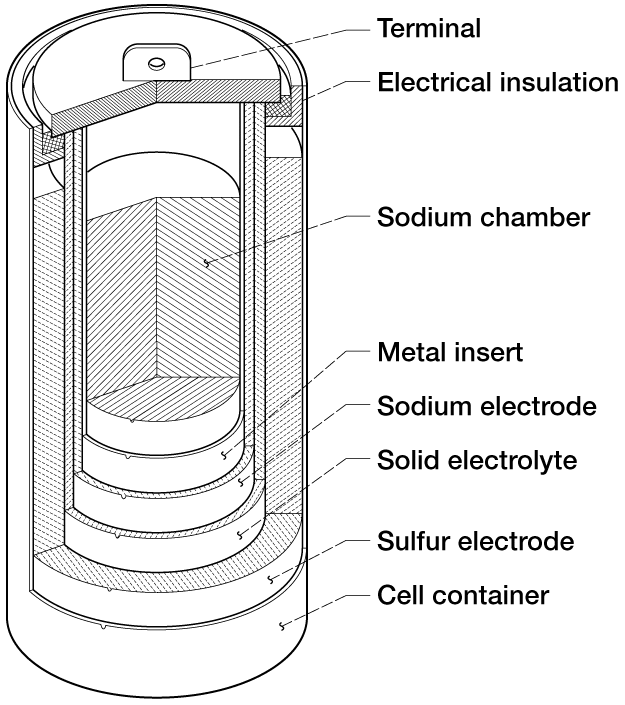
钠硫电池橫切面圖。

钠硫电池是一种由液体钠(Na)和硫(S)組成的熔盐电池。这类电池擁有高能量密度、高充/放电效率(89-92%)和长寿命周期，亦由廉价的材料制造。由於本電池操作温度高達300至350°C，而且钠多硫化物具有高度腐蚀性，它们主要用於定點能量储存。電池愈大；效益愈高。

## 構成
典型的电池在阳极和阴极之間有一个固體电解液膜，而液态金属电池的阳极、阴极及隔離膜都是液体。
该電池通常是圆柱形。整个電池由一个由铬和钼保護钢铁内層的外壳密封。此容器外部是正极，而液態钠是负极。電池由氧化铝盖封頂。電池最重要的部分在於β-固体氧化铝电解质膜，它能选择性地讓Na+通過。在商业应用中電池被排列成方塊，方便装在一个真空隔热的盒中。

## 運作
在放电阶段，熔化的钠原子充當阳极，这意味着Na釋出电子到外部电路。钠由β-固体氧化铝电解质筒跟容器外的熔化硫分開，而容器則由無活性金属製造，作为阴极。硫被碳製的海绵吸入儲存。電解質膜是一个良好的钠离子導體，但亦是離域电子的絕緣體，并因此避免了自行排電。当钠釋出一个电子，Na+离子移動到硫容器。电子驱动的电流通过熔化钠到達接触點，經過电负荷並回到盛着硫的容器。在这里，另一粒电子和硫发生反应，形成Sn2−離子、鈉多硫化物的。放電过程可以如下表示：
2Na+4S→Na2S4(2伏特)
當電池放電時，鈉將會愈來愈少，充電時則愈來愈多。當電池正在運作時，充電和放電所產生的熱能通常都足以維持鈉和硫在液態，因此不需額外熱源。

## 安全
純鈉相當危險，因它會被快速氧化或與水反應，因此本電池必須遠離氧氣及水。

## 發展

### 美國
福特汽車在1960年代一直都帶領着電池的發展，因早期電動車以本電池推動。
截至2009年1月,一個低温固態版正被研究。其利用NASICON膜代替β-固体氧化铝电解质膜。若果成功，本電池可以90℃之低温運作。
2014年研究人員利用鈉銫合金作電解質。該電池在150℃環境下每克可產生420毫安培時。在100個充／放電循環後，該電池仍有97%的原承載力。較低温度使外殼的成本降低，但同時因使用銫而使成本上漲。

### 日本
鈉硫电池是1980年月光計劃的其中一個選項。这个10年期项目寻求建立一个持久电能存儲設備。條件如下︰
- 至少1000 千瓦
- 在额定负载下充/放電至少8小時
- 效率下限70%
- 寿命周期至少1500個

其他候選電池為鉛酸蓄電池、釩電池和鋅溴電池。
一個包括東京電力公司和日本碍子株式会社(NGK)的聯盟在1983年表達其參與研究之意願，而且成為了主要的貢獻者。其幕後原因乃因鈉、硫和陶瓷在日本皆十分充足。經過1993至1996年利用3 x 2MW,6.6 kV的電池測試後，2000年電池正式推出市場。
- 25–250 千瓦;
- 效率︰87%
- 2500周期 (沒有耗損)，4500周期 (低於20%耗損)。

2008年5月，日本青森縣風電場竣工，包括51兆瓦風電機及34兆瓦鈉硫電池系統。
截至2007年，電池總容量為165兆瓦。NGK決定把鈉硫電池工廠的輸出量從90兆瓦至150兆瓦。
2011年3月,住友电气工业株式会社和京都大學和宣佈他們成功發明低温鈉硫電池。其運作温度可低至100℃。它們的成本明顯低於鋰電池，但能量密度卻是其2倍。住友电气工业株式会社亦於2015年開始生產該電池，在巴士及大廈上使用。

### 挑战
绝缘体被腐蝕是一个在高要求環境下的问题，因为他们导电性和放電率增加。树枝状的钠形成也是一個潛在問題。

## 应用

### 电网和独立系统
鈉硫电池可以支持电网或独立可再生能源系統。在2010年，得克萨斯州建成了世界上最大的钠硫电池，當電力系障故障時可連續8小時提供4百萬瓦(4MW)的电力。在某些市场条件下，鈉硫电池可透過蓄起能量(充电时，电力价格便宜；放到電網时，电力價格高昂))和电压调节套利。鈉硫电池可通過能量存储技术支持可再生能源发电，尤其是风力农场和太阳能发电厂。以风场為例，电池将在大風但低电力需求時存起能量，在用電高峰時再放電。除了这种電力转移以外，钠硫电池能够用于稳定风力农场输出功率。这类电池還能在其他選項不可行時發揮作用。例如，抽水蓄水电设施需要大量的空间和水资源，而压缩空气能量存储需要某些地质特征，例如盐洞。

### 太空
因为它的能量密度高，鈉硫电池已被建议用于太空。钠硫電池可以在太空中使用，测试證明钠硫电池能在航天飞机上運作。鈉硫飞行实验證明电池在350°C的環境下擁有150瓦時/公斤的能量密度(3x镍氢电池的能量密度)，並在1997年成功實驗運行10天。

### 运输和重型机械
第一次大规模使用钠硫电池是在福特汽車的示范车辆， 一个1991年的电动车原型。高操作温度郤令鈉硫電池無法被用在車輛上，結果該型號从来没有被生产。

## 另見
- 锂–硫电池
- 熔盐电池

## 外部連結
- US Utility application at American Electric Power
- Sodium–sulfur battery smooths out variable wind power （页面存档备份，存于）
- Advanced Energy Storage for Renewable Energy Technologies